# Antioch (Illinois)
Antioch es una villa ubicada en el condado de Lake en el estado estadounidense de Illinois. En el Censo de 2010 tenía una población de 14430 habitantes y una densidad poblacional de 647,99 personas por km².

## Geografía
Antioch se encuentra ubicada en las coordenadas 42°28′28″N 88°4′13″O / 42.47444, -88.07028. Según la Oficina del Censo de los Estados Unidos, Antioch tiene una superficie total de 22.27 km², de la cual 21.27 km² corresponden a tierra firme y (4.48%) 1 km² es agua.

## Demografía
Según el censo de 2010, había 14430 personas residiendo en Antioch. La densidad de población era de 647,99 hab./km². De los 14430 habitantes, Antioch estaba compuesto por el 88.79% blancos, el 3.08% eran afroamericanos, el 0.17% eran amerindios, el 3.73% eran asiáticos, el 0.1% eran isleños del Pacífico, el 2.04% eran de otras razas y el 2.09% pertenecían a dos o más razas. Del total de la población el 8.53% eran hispanos o latinos de cualquier raza.